# 尾崎衣良
尾崎 衣良（おざき いら、1980年1月29日 - ）は鹿児島県出身の少女漫画家。鹿児島県立鶴丸高等学校卒業、横浜市在住。
1997年、『りぼんオリジナル』10月号掲載の「通りすがりのLOVIN’YOU」で三浦 衣良の名でデビュー。
以後『りぼん』関連誌にて何作か発表した後、「王子様に目覚めのKISS」（第50回小学館新人コミック大賞・大賞受賞。『Betsucomi』（小学館）2002年9月号に掲載）にて現在のペンネームで再デビュー。読みきり・連作のほか、旅行エッセイである「世界のユカイな車窓から」を2012年まで不定期に執筆し、単行本の箸休めとして掲載されていたが、2010年以降執筆分は単行本収録されていない。

## 特色
登場人物の名字は一部を除きJRの駅名に由来している。
また、ペンネームは大島弓子の作品「バナナブレッドのプディング」の主人公・三浦衣良から来ている。

## 作品リスト

### 書籍
- りぼん新人まんが家デビュー作集（小学館、1998年6月）
  - 通りすがりのLOVIN' YOU（『りぼんオリジナル』1997年10月号）
- 象の背中〜はるか〜　原作：秋元康
- AM8：00君が好き。（フラワーコミックス、小学館、ISBN 978-4-09-130152-9、2005年6月）
  - AM8：00君が好き。
  - 3秒Happy
  - 囚われのSummerdays
  - 恋の欠片
- 1.8m2の秘めごと（フラワーコミックス、小学館、ISBN 978-4-09-130338-7、2006年2月）
  - 1.8m2の秘めごと
  - 純情★寓話
  - プロジェクトX'…mas
  - 僕の麗しのリナちゃんへ
- 貴方に宛てた物語（フラワーコミックス、小学館、ISBN 978-4-09-130695-1、2006年10月）
  - 星も瞬く三月の
  - 各駅停車で会いにきて
  - 貴方に宛てた手紙
- 描くならハッピーエンド（フラワーコミックス、小学館、ISBN 978-4-09-131420-8、2008年1月）
  - 描くならハッピーエンド
  - 恋心X×X
  - 夜の静寂をうつうつと
  - 王子様に目覚めのKISS
  - 世界のユカイな車窓から
- お月様の微熱（フラワーコミックス、小学館、ISBN 978-4-09-131666-0、2008年6月）
  - 純愛パーセンテージ
  - お月様の微熱
  - 一方通行ナビゲーション
  - 7の月に恋をする
  - 世界のユカイな車窓から
- Baby誰よりキミがすき（フラワーコミックス、小学館、ISBN 978-4-09-132136-7、2008年10月）
  - Baby誰よりキミが好き
  - 恋は列車に乗って
  - いつかのキネマ・パラダイス
- 君とキスしたその後で（フラワーコミックス、小学館、ISBN 978-4-09-132399-6、2009年6月）
  - 君とキスしたその後で
  - キスと毒薬
  - 純情スパイラル
  - 世界のユカイな車窓から
- 恋の実力 愛の才能（フラワーコミックス、小学館、ISBN 978-4-09-133120-5、2010年3月）
  - 片恋のスペシャリスト
  - おやすみ真夏の月
  - 恋の実力 愛の才能
  - 独占ハッピネス
- チープな恋とフェイクな愛（Betsucomiフラワーコミックス、小学館、ISBN 978-4-09-133659-0、2011年3月）
  - チープな恋とフェイクな愛
  - 初恋は秘密
  - シュガーブルーム
  - 世界のユカイな車窓から
- 君は唇から毒を盛る（フラワーコミックスα、小学館、ISBN 978-4-09-134674-2、2012年10月）
  - 日曜日の横恋慕（『プチコミック』2012年6月号別冊付録）
  - キスのあとさき（『プチコミック』2012年4月号）
  - 君は唇から毒を盛る（『プチコミック』2012年8月号）
  - 悩める私と健やかなるキミ（『プチコミック』2011年12月号別冊付録）
- 失恋専門（フラワーコミックスα、小学館、ISBN 978-4-09-135469-3、2013年7月）
  - こどもの誘惑　おとなの禁欲（『プチコミック』2013年1月号別冊付録）
  - 失恋専門（『プチコミック』2012年12月号増刊）
  - 月に祈る（『プチコミック』2013年4月号別冊付録）
- キレイなお姉さんの内緒の話（フラワーコミックスα、小学館、ISBN 978-4-09-135807-3、2014年3月）
  - キレイなお姉さんの内緒の話（『プチコミック』2013年12月号別冊付録）
  - オキシドールと喉飴（『プチコミック』2013年10月号別冊付録）
  - おふたりさま暮らし（『プチコミック』2013年7月号別冊付録）
  - 深夜のダメ恋図鑑（『デラックスベツコミ』2012年8月号・2013年2月号）
- 外面が良いにも程がある。(フラワーコミックスα、小学館、ISBN 978-4-09-136440-1、2014年12月10日)
  - 外面が良いにも程がある。（『プチコミック』2014年8月号増刊夏号）
  - 業務上偽装恋愛（『プチコミック』2014年11月号）
  - いたい にがい 少しあまい（『プチコミック』2014年2月号別冊付録）
  - 優しい毒薬（『姉系プチコミック』2014年9月号）
- 深夜のダメ恋図鑑（フラワーコミックスα、小学館）（『プチコミック』2013年3月号増刊 - 『プチコミック』2022年11月号[3]）全10巻
  - そろそろモテたいお年頃（『姉系プチコミック』2016年5月号）※深夜のダメ恋図鑑2巻に収録
  - 夫の役目、妻の役目（番外編、『プチコミック』2018年8月号増刊夏号）※深夜のダメ恋図鑑5巻に収録
- セカンドバージン（フラワーコミックスα、小学館、ISBN 978-4-09-137749-4、2015年10月9日）
  - セカンドバージン
  - 地上80mでキスして（『プチコミック』2014年5月号別冊付録）
  - そろそろモテたいお年頃
- 尾崎衣良初期傑作集 ダメ恋前夜（フラワーコミックスα、小学館、ISBN 978-4-09-139266-4、2017年1月10日）
  - 深夜のダメ恋図鑑　3話
  - おやすみ真夏の月
  - 星も瞬く三月の
  - 王子様に目覚めのKISS
    - (深夜のダメ恋図鑑1話をのぞき、再録）
- てのひらに秘密をひとつ（フラワーコミックスα、小学館）
  1. ISBN 978-4-09-870062-2、2018年4月10日
  2. ISBN 978-4-09-871124-6、2020年9月10日
- 真綿の檻（フラワーコミックスα、小学館）（『姉系プチコミック』2022年9月号[4]・『姉プチデジタル』2022年12月号 - ）既刊6巻

### 単行本未収載
- わたしの不幸は蜜の味（『デラックスベツコミ』2011年9月号）
- 涙一粒分の愛情（『デラックスベツコミ』2011年11月号）
- 世界のユカイな車窓から（『ベツコミ』2010年1月号・4月号・2011年3月号・6月号・『デラックスベツコミ』2012年1月号）
- 午前十時のカウントダウン（『ベツコミ』2012年3月号）
- 溺れる夏のキス（『デラックスベツコミ』2012年10月号）